# Beaumont (Gers)
Beaumont (gaskognisch Bèumont) ist eine französische Gemeinde mit 125 Einwohnern (Stand 1. Januar 2022) im Département Gers in der Region Okzitanien (bis 2015 Midi-Pyrénées); sie gehört zum Arrondissement Condom und zum Gemeindeverband La Ténarèze. Die Bewohner nennen sich Beaumontois/Beaumontoises.

## Geografie
Beaumont liegt an der Osse, rund 41 Kilometer nordwestlich von Auch im Norden des Départements Gers. Die Gemeinde besteht aus zahlreichen Streusiedlungen und Einzelgehöften.
Nachbargemeinden sind Larroque-sur-l’Osse im Norden, Larressingle im Osten, Mouchan im Südosten und Süden, Lauraët im Südwesten sowie Montréal im Westen.

## Geschichte
Im Mittelalter lag Beaumont der Region Condomois in der historischen Landschaft Gascogne und teilte deren Schicksal. Beaumont gehörte von 1793 bis 1801 zum District Condom. Seit 1801 ist Beaumont dem Arrondissement Condom zugeteilt und gehörte von 1793 bis 2015 zum Wahlkreis (Kanton) Condom. Die Gemeinde Beaumont gibt es im heutigen Umfang erst seit 1837. Damals vereinigten sich die Gemeinden Beaumont (1831: 231 Einwohner) und Vopillon (1831: 163  Einwohner) zur heutigen Gemeinde.

## Bevölkerungsentwicklung
| Jahr                       | 1962 | 1968 | 1975 | 1982 | 1990 | 1999 | 2006 | 2011 | 2020 |
| Einwohner                  | 195  | 144  | 139  | 105  | 114  | 112  | 101  | 145  | 128  |
| Quellen: Cassini und INSEE |      |      |      |      |      |      |      |      |      |

## Sehenswürdigkeiten
- Kirche Saint-Pierre in Beaumont
- Kirche Notre-Dame in Vopillon
- Brücke über die  Osse, Monument historique
- zwei Lavoirs (ehemalige Waschhäuser)

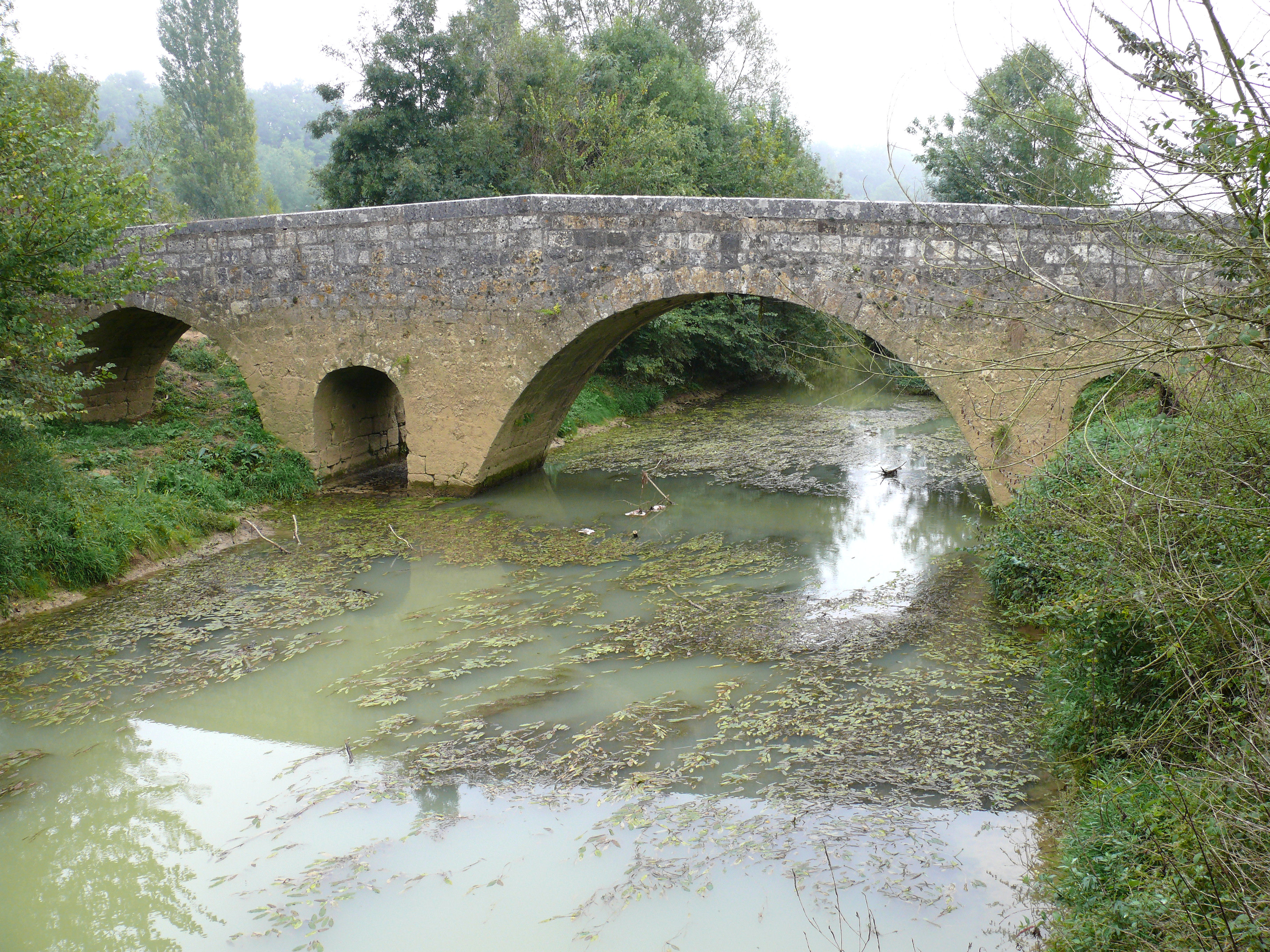
Alte Brücke über die Osse

- steinernes Wegkreuz in Vopillon
- Denkmal für die Gefallenen[4]